# Andreaea pachyphylla
Andreaea pachyphylla är en bladmossart som beskrevs av Brotherus 1901. Andreaea pachyphylla ingår i släktet sotmossor, och familjen Andreaeaceae. Inga underarter finns listade i Catalogue of Life.